# Kabinett Buchka
Das Kabinett Buchka bildete vom 15./22. Dezember 1885 bis zum 30. Juni 1886 die von Großherzog Friedrich Franz III. nach dem Tod von Staatsminister Henning von Bassewitz eingesetzte kommissarische Landesregierung von Mecklenburg-Schwerin.
| Amt | Name                      |
| Staatsminister, Präsident des Staatsministeriums Auswärtige Angelegenheiten und Großherzogliches Haus Justiz1 | Hermann von Buchka        |
| Inneres | Georg Wilhelm von Wetzell |
| Finanzen | Bodo von Bülow            |

1 Das Justizministerium beinhaltete die Abteilungen für die geistlichen, die Unterrichts- und die Medizinalangelegenheiten.